# Serge Legrand
Serge Legrand (* 16. Juli 1937) ist ein ehemaliger französischer Biathlet.
Serge Legrand bestritt seine ersten internationalen Meisterschaften bei der Biathlon-Weltmeisterschaft 1962 in Hämeenlinna und wurde dort 21. des Einzels. Sechs Jahre später folgten die Olympischen Winterspiele 1968 in Grenoble, wo Legrand mit Daniel Claudon, Aimé Gruet-Masson und Jean-Claude Viry als Startläufer im Staffelrennen Zehnter wurde.